# جایزه سوکراتس
جایزه سوکراتس (به انگلیسی: Sócrates Award) یک جایزه انجمنی فوتبال است که به بهترین کار بشردوستانه توسط یک فوتبالیست در سراسر جهان طی مراسمی مشترک با توپ طلا اهدا می‌شود. این جایزه توسط فرانس فوتبال اهدا می‌شود و به نام فوتبالیست فقید برزیلی سوکراتس که یکی از بنیانگذاران جنبش دموکراسی کورینتیانس در مخالفت با دیکتاتوری نظامی حاکم در برزیل در طول دهه ۱۹۸۰ بود، نامگذاری شده است. سادیو مانه، اولین برنده این جایزه در سال ۲۰۲۲ بود.

## برندگان

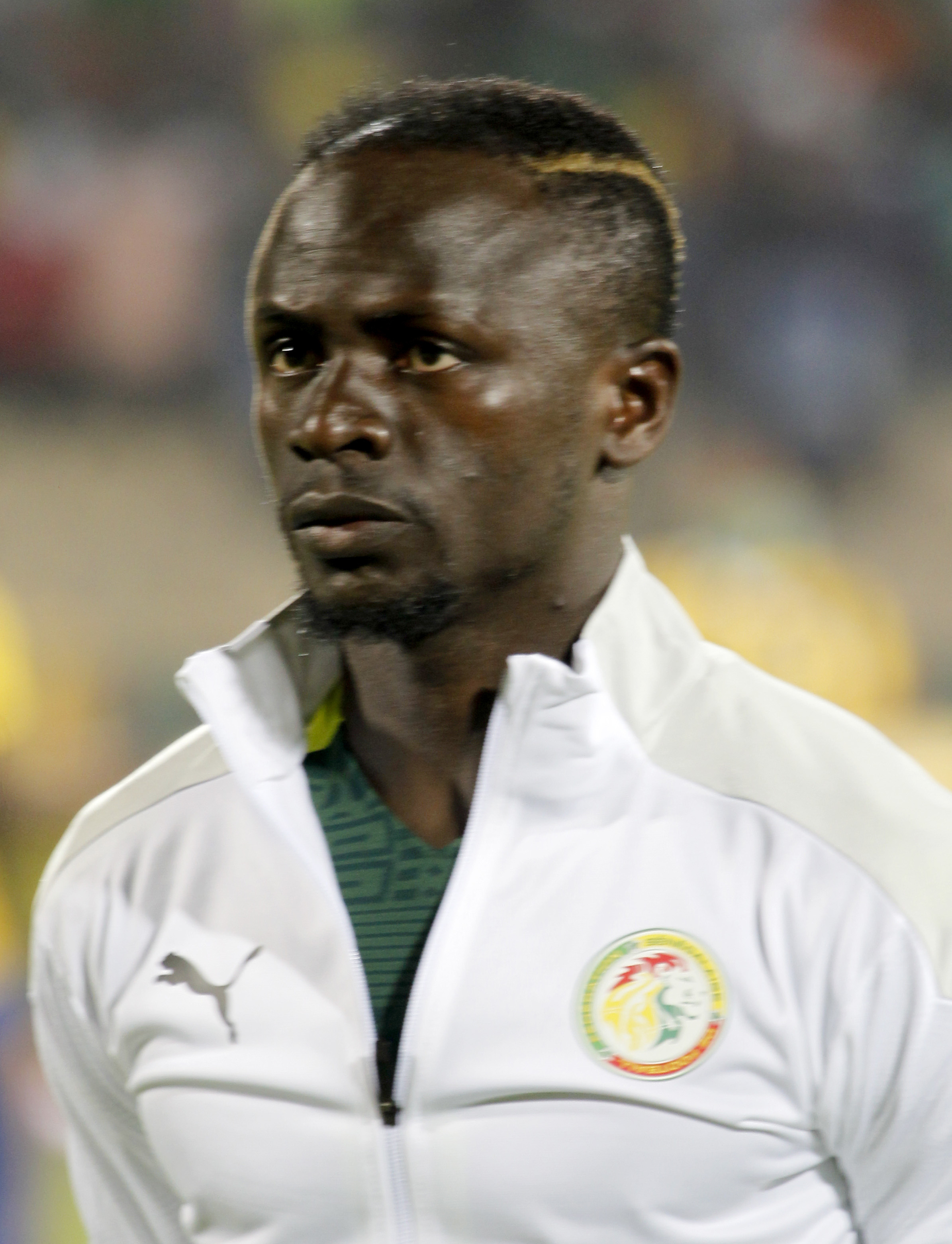
سادیو مانه، نخستین برنده این جایزه

| سال  | بازیکن          | باشگاه      |       |
| ---- | --------------- | ----------- | ----- |
| ۲۰۲۲ | سادیو مانه      | بایرن مونیخ | [ ۳ ] |
| ۲۰۲۳ | وینیسیوس جونیور | رئال مادرید | [ ۴ ] |
| ۲۰۲۴ | جنیفر هرموسو    | تیگرس اونال | [ ۵ ] |

یادداشت‌ها
1. ↑  مانه در اواسط سال ۲۰۲۲ توسط بایرن مونیخ از لیورپول به خدمت گرفته شد.

### برنده بر پایه ملیت
| کشور    | بازیکنان | بردها |
| ------- | -------- | ----- |
| اسپانیا | ۱        | ۱     |
| سنگال   | ۱        | ۱     |
| برزیل   | ۱        | ۱     |

### برنده بر پایه باشگاه
| باشگاه      | بازیکنان | بردها |
| ----------- | -------- | ----- |
| تیگرس اونال | ۱        | ۱     |
| بایرن مونیخ | ۱        | ۱     |
| رئال مادرید | ۱        | ۱     |